# ازدواجية تقنية
اقترحت الازدواجية التقنية من قبل بنجامين هيغينز، الذي كان أستاذ الاقتصاد بدرجة ريتشي في جامعة ملبورن في أواخر أربعينيات القرن العشرين. وتشرح نظريته أسباب البطالة في الاقتصادات المتخلفة. كثيرًا ما تتسم البلدان النامية اليوم باقتصادات مزدوجة. قطاعا الاقتصاد المزدوج هما القطاع الحديث (أو الرسمي) والقطاع التقليدي (غير الرسمي). وشرحت نظرية هيغينز العلاقة بين هذين القطاعين.

## الازدواجية التقنية
تُدرج نظرية الازدواجية التقنية ضمن موضوعات اقتصاد التنمية. طرح هذه النظرية بنجامين هيغينز لتكون بديلًا عن نظرية الازدواجية الاجتماعية للأستاذ بويكي. ووفقًا لتعبير الأستاذ هيغينز «الازدواجية هي الحالة التي تكون فيها فرص العمل المنتِج محدودة بسبب قيود الموارد والتكنولوجيا في القطاعين لا بسبب نقص الطلب الحقيقي». ويعني القطاعان هنا القطاع الريفي التقليدي والقطاع الحديث. وهذه النظرية مهمة في البلدان الأقل تقدمًا. وفقًا للأستاذ هيغينز، هذا هو سبب البطالة والبطالة الجزئية في البلدان الأقل تقدمًا. يستخدم القطاع الريفي التقليدي والقطاع الحديث تابع إنتاج «دالة إنتاج» مختلفة ولديهما موارد مختلفة، وهو سبب الازدواجية التقنية في هذه الاقتصادات الأقل تقدمًا.

## تفسير الازدواجية التقنية
يوجد أساسان جوهريان للازدواجية التقنية.

### اختلاف في تابع الإنتاج
توجد اختلافات في تابع الإنتاج في القطاعين. وهناك معامِلات تقنية ثابتة في القطاع الحديث، في حين أن المعاملات التقنية في القطاع التقليدي متغيرة. يحلل هيغينز هذه الازدواجية من خلال نسب العناصر. يقدم الأستاذ إيكاوس شرحًا مفصلًا لهذه الخاصية. ويستخدم هيغينز مفهوم نسبة العنصر هذا لتحليل البطالة في البلدان المتخلفة.

### اختلاف في الموارد
يوجد اختلاف في توفر اليد العاملة ورأس المال، وهو ما يشكل الأساس الجوهري للازدواجية التقنية. في القطاع الحديث، يلاحظ أن حجم رأس المال أكبر من حجم العمالة، لذلك تستخدم تقنيات تمتاز بكثافة رأس المال. وفي القطاع التقليدي، يكون حجم العمالة أكبر من رأس المال، لذلك تُعتمد تقنيات كثيفة العمالة. وهكذا تظهر تقنيتا إنتاج مختلفتان في هذين القطاعين.

## ميزات القطاع المزدوج
في الازدواجية التقنية، ينقسم الاقتصاد إلى قطاع تقليدي وقطاع حديث. وهذه بعض خصائص هذين القطاعين.

### القطاع التقليدي
1) الزراعة والصناعات المنزلية والصناعات الصغيرة هي المهن الرئيسة في هذا القطاع.
2) تستخدم تقنيات وتركيبات مختلفة في هذا القطاع، وتكون له معاملات إنتاج تقنية متغيرة. وبما أن المعاملات التقنية متغيرة، يمكن الحصول على المنتجات من خلال مجموعة واسعة من التقنيات والتركيبات المكونة من اليد العاملة ورأس المال.
3) باعتباره قطاعًا تقليديًا فإن عامل الموارد فيه هو هيمنة التقنيات كثيفة العمالة مقارنةً بالتقنيات كثيفة رأس المال.

### القطاع الحديث
1) الصناعات واسعة النطاق والمزارع والنقل وحقول النفط هي المهن الرئيسية في هذا القطاع.
2) باعتباره القطاع الحديث تسود تقنيات الإنتاج كثيفة رأس المال.
3) لا تستخدم تقنيات وتركيبات مختلفة. المعاملات التقنية في هذا القطاع ثابتة بسبب عدم إمكانية استخدام التقنيات أو التركيبات المختلفة.
4) توجد درجة محدودة من إمكانية الاستبدال التقني للعوامل ويتميز الإنتاج بمعاملات تقنية ثابتة.

## تابع الإنتاج في القطاع الصناعي/الحديث
يُدرس عاملا إنتاج (العمالة ورأس المال) وسلعتان، لإظهار الازدواجية التقنية في القطاعين.
يظهر تابع الإنتاج في القطاع الصناعي في الرسم البياني. يمثل المحور الأفقي العمالة والمحور العمودي رأس المال. وتبين المنحنيات المتساوية «متساوية الإنتاج» نتيجة الجمع بين العمالة ورأس المال عند مستوى معين من الإنتاج. كلما ارتفع المنحني ارتفعت مستويات الإنتاج. مستوى الإنتاج O1 هو الأقل ويزداد الإنتاج بالانتقال إلى O2، O3، O4. يظهر الخط المنقط  Pi مسار التوسع في القطاع الحديث. من الشكل 1 يمكننا أن نرى أن عملية الإنتاج كثيفة رأس المال. فمثلًا، للحصول على ناتج O1 سيستخدم مقدار OC1 من رأس المال وستوظف OL1 من وحدات العمالة. وإذا توفرت وحدات عمالة OL2، فإن المورد الزائد من اليد العاملة لن يكون له أي تأثير على تقنيات الإنتاج وسيظل L1L2 (العمالة الفائضة) عاطلًا عن العمل أو سيحاول البحث عن عمل في القطاع التقليدي. وهذا يثبت أن الكمية الفائضة من العمالة لن تساهم في توسيع الإنتاج إلا عندما يزداد رأس المال. وفي هذه الحالة، يجب استخدام اليد العاملة ورأس المال بنسبة ثابتة للحصول على أي إنتاج. فعملية الإنتاج عملية كثيفة رأس المال. ويبين الشكل 1 استخدام مقدار OC1 من رأس المال واستخدام OL1 من وحدات العمالة للحصول على Q1 من الإنتاج. إذا ازداد رأس المال سينتقل المنتِج إلى منحني متساوي أعلى يمثل مستوى أعلى من الإنتاج. يجادل هيغينز بأن المعاملات التقنية ليست ثابتة تمامًا وبالتالي فإن الخطوط المنقطة الصغيرة المائلة التي يلتقي عندها اثنان من المنحنيات المتساوية مرنة إلى حد ما.
إذا وجدت اختلافات كبيرة جدًا في الموارد مثل التي يبينها المنحني CoLn فمن المحتمل أن يفكر رجال الأعمال باستخدام تقنيات أكثر اعتمادًا على العمالة. ويبين ميلان مسار التوسع أنه على الرغم من الزيادة في رأس المال والإنتاج لا يوجد تحسن كبير في التوظيف.

## تابع الإنتاج في القطاع التقليدي/الزراعي
المعاملات التقنية في القطاع التقليدي متغيرة. ولا يملك العاطلون عن العمل في القطاع الصناعي أي خيار سوى البحث عن عمل في القطاع التقليدي. وبما أن القطاع التقليدي كثيف العمالة، يمكن بالتالي استيعاب التدفق في اليد العاملة في هذا القطاع لأن المعاملات التقنية متغيرة.
يحدث الاستيعاب بدايةً من خلال الحصول على المزيد من الأراضي التي يمكن زراعتها للحفاظ على ثبات نسبة العمالة إلى الأرض. ولمدة من الزمن، يظل رأس المال والعمالة ثابتين مع ارتفاع الناتج من O1 إلى O3 على النحو الموضح في الشكل 2. وبما أن الموارد محدودة، تصبح الأراضي شحيحة، وبسبب تدفق اليد العاملة، ترتفع نسبة اليد العاملة إلى رأس المال في هذا القطاع، وبالتالي تزداد كثافة العمالة على نحو متزايد. وعندما تصل إلى مرحلة تكون فيها كل الأراضي المتاحة مزروعة بسبب كثافة العمالة العالية تنخفض الإنتاجية الهامشية للعمالة إلى ما دون الصفر. تبدأ البطالة المقنعة بالظهور في هذه المرحلة. وفي هذه الحالة، لا يوجد حافز للمزارعين أو الصناعات الصغيرة للاستثمار في هذا القطاع حتى لو امتلكوا الأموال اللازمة للاستثمار. ولن يكونوا مهتمين بإدخال ابتكارات توفر العمالة حتى لو كانوا على علم بوجودها. وبما أن عرض العمالة فائض، فإن مجموعة العمال غير مهتمة بزيادة مجهودها. وهكذا تظل أساليب الإنتاج كثيفة العمالة، والأوضاع الاقتصادية والاجتماعية متدنية.
يشير هيغينز إلى أن مشكلة البطالة المقنعة أصبحت أكثر خطورة في القطاع الريفي خلال القرنين الماضيين. وحدث ذلك حين اتخذ التقدم التقني شكل قطاع كثيف رأس المال ولم يحدث تقدم تقني في الزراعة والحرف اليدوية. وكان التقدم التكنولوجي سريعًا في القطاع الحديث. وبعد الحرب العالمية الثانية تحديدًا، أدى النشاط النقابي والتدخل الحكومي المباشر إلى زيادة معدلات الأجور الصناعية في بعض الدول، دون أن يكون لهذه السياسات أي تأثير على معدل الأجور في المناطق الريفية. ونتيجة ذلك، تفاقمت الازدواجية التقنية.